# Microsoft Office 2000

Logo représentent la suite Microsoft Office 2000

Microsoft Office 2000 (numéro de version 9.0) est une suite de la famille Microsoft Office distribuée par Microsoft pour Microsoft Windows.
Cette suite est le successeur de Microsoft Office 97 et le prédécesseur de Microsoft Office XP.
Office 2000 était la troisième édition la plus récente à intégrer les assistants Office et la dernière sans activation de produit. La suite a été mise en vente le 7 juin 1999.

## Aperçu
Microsoft Office 2000 a été publié le 7 juin 1999. Comme pour de nombreuses autres versions, 3 Service Packs ont été mis à disposition pour Office 2000. Le support "Mainstream" a pris fin le 30 juin 2004, tandis que la phase de support étendu est terminée le 14 juillet 2009 La suite Office 2000 la plus complète est Office 2000 Developer.

## Edition
| Applications | Std | SB  | Pro | Prm | Dev |
| ------------ | --- | --- | --- | --- | --- |
| Word         | oui | oui | oui | oui | oui |
| Excel        | oui | oui | oui | oui | oui |
| Outlook      | oui | oui | oui | oui | oui |
| PowerPoint   | oui | non | oui | oui | oui |
| Publisher    | non | oui | oui | oui | oui |
| Access       | non | non | oui | oui | oui |
| Frontpage    | non | non | non | oui | oui |
| PhotoDraw    | non | non | non | oui | oui |
| VBA          | non | non | non | non | oui |
| MGC          | non | oui | oui | oui | oui |